# Lithostege ancyrana
Lithostege ancyrana är en fjärilsart som beskrevs av Louis Beethoven Prout 1938. Lithostege ancyrana ingår i släktet Lithostege och familjen mätare. Inga underarter finns listade i Catalogue of Life.